# Дудинська Наталія Михайлівна
Наталія Михайлівна Дудинська (8 (21) серпня 1912, Харків — 29 січня 2003, Санкт-Петербург) — радянська артистка балету, педагог, народна артистка СРСР (1957), лауреат чотирьох Сталінських премій другого ступеня (1941, 1947, 1949, 1951 роки).

## Біографія
Народилася у Харкові. Першим її педагогом була мати, балерина, яка виступала під псевдонімом Тальорі. Навчалася у Ленінградському хореографічному училищі у Агріппіни Ваганової. Після закінчення навчання в 1931 році була прийнята до трупи Ленінградського театру опери та балету імені Кірова.
З 1950-х років вела педагогічну роботу: клас удосконалення артисток балету Кіровського театру і займалася репетиційною роботою. З 1960-х — педагог Ленінградського хореографічного училища імені Ваганової; серед учениць: Маргарита Куллік, Уляна Лопаткіна, Нетеніель Кучаровська.
У 1953 на кіностудії «Ленфільм» був знятий фільм «Майстри російського балету». У фільм увійшли фрагменти балетів Бориса Асаф 'єва «Бахчисарайський фонтан» і «Полум'я Парижа», а також балету «Лебедине озеро» Петра Чайковського, в якому Наталія Дудинська виконала партію Одетти поруч із Костянтином Сергєєвим (принц Зігфрід).
Померла 29 січня 2003 року у Санкт-Петербурзі.

## Звання і нагороди
- Орден «За заслуги перед Вітчизною» IV ступеня (2002) —«за великий внесок у розвиток хореографічного мистецтва»[2]
- Чотири Ордени Трудового Червоного Прапора (1940, 1972, 1983, 1988)[3]
- Орден Дружби народів (1982)[3]
- Орден «Знак Пошани» (1939)[3]
- Сталінська премія другого ступеня (1941) — за видатні досягнення в області балетного мистецтва
- Сталінська премія другого ступеня (1947) — за виконання заголовної партії в балетному спектаклі «Попелюшка» С. С. Прокоф'єва
- Сталінська премія другого ступеня (1949) — за виконання заголовної партії в балетному спектаклі «Раймонда» О. К. Глазунова
- Сталінська премія другого ступеня (1951) — за виконання партії Дівчата-птиці у балетному спектаклі Ф. З. Яруллліна «Шурале» («Алі-Батир»)
- Народна артистка СРСР (1957)
- Заслужена артистка РРФСР (1939)[3]
- Почесний громадянин Санкт-Петербурга (1998)[4]